# マルティン・クネーザー
マルティン・クネーザー（英: Martin Kneser、1928年1月21日 - 2004年2月16日）は、ドイツの数学者。父親のヘルムート・クネーザーと祖父のアドルフ・クネーザーも同じく数学者。
1950年に論文 Über den Rand von Parallelkörpern によってフンボルト大学ベルリンよりPh.D.を取得。その時の指導教員はエルハルト・シュミットであった。
彼の名は、彼自身が1955年に研究したクネーザーグラフへと冠せられている。
彼はまた、代数学の基本定理に対する簡易化された証明を与えた。
彼の主な出版物は、二次形式と代数群に関するものである。